# Adolf Appellöf
Jakob Johan Adolf Appellöf est un zoologiste suédois, né le 2 novembre 1857 à Garda (sv) dans le Gotland et mort le 5 janvier 1921  à Uppsala.

## Biographie
Appellöf fait ses études à l’université d'Uppsala à partir de 1877 et obtient son titre de docteur en 1886. Il est docent en zoologie en 1887. En 1889, il devient conservateur du Muséum de Bergen.
En 1910, il devient professeur d’anatomie comparée à Uppsala. Grâce à une donation du riche consul général suédois Robert Bünsow, il fonde à l’université d’Uppsala la station biologique de Klubban, dont l’objet est l’étude de la biologie marine de la côte ouest de la Suède. En 1919, il devient membre de l’Académie royale des sciences de Suède et en 1920 de la Société royale des sciences d'Uppsala. Ses travaux sur les céphalopodes sont réputés.

## Œuvres
- Die Schalen von Sepia, Spirula und Nautilus, Studien über ihren Bau und Wachsthum (Kungl. Svenska vetenskapsakademiens handlingar,  (ISSN 0023-5377) ; N.F., 25:7)
- Teuthologische beiträge, 1–4 (1889–1892, Bergens museums aarsberetning och aarbog)
- Cephalopoden von Ternate (Abhandlung der Senckenbergischen naturforschenden Gesellschaft, vol. 24, no 4, 1898)
- Über das vorkommen innerer Schalen bei Octopoda (Bergens Museums Aarbog 1899)
- Über einige Resultate der Kreuzbefruchtung bei Knochenfischen (Bergens Museums Aarbog, 1894-95)
- Zur Kenntnis der Edvardsien (Bergens Museums Aarbog, 1891)
- Studien über Actinien-Entwicklung (Bergens Museums Aarbog, 1900. no 1, 1900).
- Meeresfauna von Bergen (1901 - 1906) DOI 10.5962/bhl.title.10212
- Untersuchungen über den Hummer : mit besonderer Berücksichtigung seines Auftretens an den Norwegischen Küsten (Bergens Museums Skrifter,  (ISSN 0365-981X); 8; N.R., 1:1, 1909 ; récompensé par la médaille Joachim Friele)

## Sources
- Cet article a d'abord été une traduction de l'article Adolf Appellöf de Wikipédia en anglais (version du 29 mars 2006).